# Joe Arridy
Joe Arridy, né le 29 avril 1915 et mort le 6 janvier 1939, est un homme américain connu pour avoir été faussement condamné et exécuté. Le crime qui lui était reproché est le viol et l'assassinat en 1936 d'une enfant de 15 ans, Dorothy Drain, à Pueblo, Colorado. 
Il a été manipulé par la police pour faire de faux aveux en raison de son grave handicap mental.
Beaucoup de gens au moment des faits et depuis pensent qu'Arridy est innocent. Un groupe connu sous le nom des "Amis de Joe Arridy" (Friends of Joe Arridy) s'est ensuite formé et commande en 2007 la première pierre tombale pour sa sépulture. Ils soutiennent ensuite la préparation d'une pétition par David A. Martinez, avocat de Denver, pour la demande d'une grâce d'État au nom d'Arridy.
En 2011, soit 72 ans après sa mort, Arridy reçoit une grâce posthume complète et inconditionnelle du gouverneur du Colorado, Bill Ritter. Ce dernier gracie Arridy sur la base de questions sur la culpabilité de l'homme et ce qui semblait être un faux aveu forcé. Il s'agit alors de la première fois au Colorado que le gouverneur gracie un condamné après son exécution.

## Jeunesse
Joe Arridy naît le 29 avril 1915 à Pueblo, Colorado, de Henry et Mary Arridy. Ce sont de récents immigrants de Syrie (alors partie de l'Empire ottoman) qui cherchaient du travail et ne parlaient pas anglais. Henry prend un emploi dans une grande aciérie à Pueblo. 
Joe Arridy commence tard à parler et ne réalise ensuite jamais des phrases de plus de quelques mots. Après avoir fréquenté un an l'école primaire, son directeur dit à ses parents de le garder à la maison, disant qu'il ne pouvait pas apprendre. Après avoir perdu son emploi quelques années plus tard, son père fait appel à des amis pour l'aider à trouver une place pour son fils. Ce dernier est admis à l'âge de dix ans à la State Home and Training School for Mental Defectives à Grand Junction, Colorado, où il vit par intermittence jusqu'à devenir un jeune adulte. 
Tant dans son quartier qu'à l'école, il est souvent maltraité et battu par ses pairs. Il quitte l'école et saute sur des wagons de fret pour quitter la ville, se retrouvant à l'âge de 21 ans dans les gares de Cheyenne, Wyoming, fin août 1936.

## Arrestation et condamnation
Le 14 août 1936, deux filles de la famille Drain sont attaquées alors qu'elles dormaient chez elles à Pueblo, Colorado. Dorothy, 15 ans, et sa sœur Barbara Drain, 12 ans, sont matraquées par un intrus avec ce que l'on croît être une hachette. Dorothy est également violée puis meurt de l'attaque, tandis que Barbara survit.
Le 26 août 1936, Joe Arridy est arrêté pour vagabondage à Cheyenne, Wyoming, après avoir été surpris en train d'errer dans les gares de triage. Le shérif du comté, George Carroll, est au courant de la recherche généralisée de suspects dans l'affaire du meurtre de Drain. Quand Arridy révèle sous interrogatoire qu'il avait traversé Pueblo en train après avoir quitté Grand Junction, Colorado, Carroll commence à l'interroger sur l'affaire Drain. Carroll annonce ensuite qu'Arridy lui avait avoué le crime.
Lorsque Carroll contacte le chef de la police de Pueblo, Arthur Grady, à propos d'Arridy, il apprend qu'ils avaient déjà arrêté un homme considéré comme le principal suspect : Frank Aguilar, un ouvrier mexicain. Aguilar avait travaillé pour le père des filles de Drain et avait été licencié peu de temps avant l'attaque. Une tête de hache est aussi retrouvée au domicile d'Aguilar. Toutefois, le shérif Carroll affirme qu'Arridy lui a dit à plusieurs reprises qu'il avait "été avec un homme nommé Frank" sur les lieux du crime.
Aguilar avoue plus tard le crime et déclare à la police qu'il n'avait jamais vu ni rencontré Arridy. Aguilar est  également reconnu coupable du viol et du meurtre de Dorothy Drain et condamné à mort. Il est exécuté en 1937,.
Après avoir été transporté à Pueblo, Arridy aurait de nouveau avoué.
Lorsque l'affaire est finalement portée en justice, l'avocat d'Arridy plaide la folie pour épargner la vie de son client. Arridy est jugé sain d'esprit, tout en étant reconnu par trois psychiatres d'État comme étant si limité mentalement qu'il était classé comme un « imbécile », un terme médical à l'époque. Ils évaluent son QI à 46 et estiment qu'il a l'esprit d'un enfant de six ans. Ils notent qu'il est "incapable de faire la distinction entre le bien et le mal et, par conséquent, serait incapable d'accomplir une action avec une intention criminelle".
Il n'y a aucune preuve physique contre lui. Barbara Drain témoigne par ailleurs qu'Aguilar était présent lors de l'attaque, mais pas Arridy.
Arridy est tout de même condamné, en grande partie à cause de ses faux aveux. Depuis lors, des études ont montré que les personnes aux capacités mentales limitées sont plus vulnérables à la coercition pendant les interrogatoires et présentent une fréquence plus élevée de faux aveux. 

## Appels
L'avocat Gail L. Ireland (en), qui est ensuite élu et occupe les fonctions de procureur général du Colorado et de commissaire à l'eau du Colorado, s'implique en tant qu'avocat de la défense dans l'affaire Arridy après sa condamnation. S'il obtient des reports dans l'exécution d'Arridy, il ne parvient pas à faire annuler sa condamnation ou commuer sa peine. 
Il note les déclarations d'Aguilar comme quoi il avait agi seul et que des experts médicaux avaient témoigné des limitations mentales d'Arridy. Gail L. Ireland déclare également qu'Arridy ne pouvait même pas comprendre ce que signifiait l'exécution. Il plaide devant la Cour suprême du Colorado, avançant notamment : « Croyez-moi quand je dis que s'il est gazé, il faudra longtemps à l'État du Colorado pour se remettre de cette honte » (en anglais : « Believe me when I say that if he is gassed, it will take a long time for the state of Colorado to live down the disgrace »). Arridy ne reçoit aucun vote pour l'annulation de son exécution de la part des juges, même si des pétitions en son nom sont montés.

## Exécution
Détenu dans le couloir de la mort pendant son processus d'appel, Joe Arridy passe la majorité de son temps à jouer avec un train jouet qui lui avait été offert par le directeur de la prison Roy Best. Ce dernier déclare par ailleurs qu'Arridy est « le prisonnier le plus heureux du couloir de la mort ». 
Il est apprécié et bien traité aussi bien par les prisonniers que par les gardiens. Roy Best devient l'un des partisans d'Arridy et se joint à l'effort pour lui sauver la vie,. Peu avant l'exécution d'Arridy, il commente : « Il ne savait probablement même pas qu'il était sur le point de mourir, tout ce qu'il a fait était de s'asseoir et de jouer avec un petit train que je lui avais donné ».
Pour son dernier repas, Arridy demande de la glace. Interrogé sur son exécution imminente, il fait preuve d'une « perplexité manifeste ». Il ne semble pas comprendre la signification de la chambre à gaz, disant au directeur « Non, non, Joe ne mourra pas ». Avant d'être emmené dans la chambre, Joe n'aurait pas fini sa glace et aurait demandé que la glace restante soit réfrigérée afin qu'il puisse la manger plus tard. Il aurait également souri lors de son transfert à la chambre à gaz. Momentanément nerveux, il se calme lorsque le gardien lui prend la main et le rassure,. Les membres de la famille de la victime n'assistent pas à l'exécution.

## Postérité

### Héritage
Le cas d'Arridy est l'un des nombreux à recevoir une nouvelle attention face aux recherches visant à garantir des interrogatoires et des aveux justes. En outre, la Cour suprême des États-Unis déclare qu'il est inconstitutionnel d'appliquer la peine de mort à des personnes condamnées atteintes d'un handicap mental. Un groupe de partisans forme l'association Friends of Joe Arridy et travaille pour apporter une nouvelle reconnaissance à l'injustice de son cas, en plus de commander une pierre tombale pour sa sépulture.
En juin 2007, environ 50 partisans d'Arridy se réunissent pour l'installation de sa pierre tombale à Woodpecker Hill, dans le cimetière Greenwood de Cañon City près de la prison d'État.

### Grâce posthume en 2011
L'avocat David A. Martinez s'implique notamment et s'appuie sur le livre de Robert Perske sur le cas d'Arridy, ainsi que sur d'autres documents compilés par l'association, afin de préparer une requête en grâce de 400 pages auprès du gouverneur Bill Ritter, un ancien procureur de district à Denver. Sur la base des preuves et d'autres critiques, Ritter accorde à Arridy une grâce complète et inconditionnelle en 2011, déclarant : « Grâcier Joe Arridy ne peut pas annuler cet événement tragique de l'histoire du Colorado, mais il est dans l'intérêt de la justice et de la simple décence, cependant, de restaurer son nom »,.

### Représentation dans d'autres médias
- Arridy fait l'objet d'un poème de 1944, "The Clinic", de l'écrivaine Marguerite Young[4]
- Robert Perske écrit Deadly Innocence? (1964 / réimpression 1995) sur le cas d'Arridy après avoir mené des recherches sur celui-ci et sur des cas similaires pendant des années[4]. Son livre explore également d'autres cas dans lesquels les accusés sont classés comme handicapés, et les implications pour la police et le système judiciaire[12].
- En 2007-2008, les producteurs Max et Micheline Keller, George Edde et Yvonne Karouni, et Dan Leonetti, scénariste, annoncent leur intention de faire un film sur Arridy et Gail Ireland, qui s'intitule The Woodpecker Waltz[4]. Leonetti remporte un prix de scénario à New York grâce à celui-ci.
- Terri Bradt écrit une biographie de son grand-père, Gail Ireland: Colorado Citizen Lawyer (2011)[13]. Elle évoque notamment sa défense d'Arridy et commence à travailler avec les Friends of Joe Arridy pour faire connaître sa cause plus largement.